# 碧海追踪
《碧海追踪》（英語：Into the Blue）是一部于2005年上映的美国动作惊悚电影。这部电影由保羅·沃克和潔西卡·艾巴主演，斯科特·凯恩、阿什利·斯科特、喬許·布洛林和詹姆士·弗萊恩担任配角。该片由約翰·史塔威爾执导，米高梅公司和哥倫比亞影業联合发行。
香港於2006年2月17日由得利影視代理發行VCD，洲立影視代理發行DVD。台灣於2006年3月24日由得利影視代理發行DVD。

## 剧情
一架海上飞机在一个暴风雨的夜晚飞行时发生故障，坠毁在巴哈马海岸附近的海上。
傑德和珊是一對情侶，他們生活在巴哈马海滩旁边。珊在当地的水上主题公园当导游，而傑德在他热爱的领域——潜水海域里做一些零工。他真正的梦想是找到在巴哈马群岛附近海域丢失的满载宝藏的商船和海盗船。德里克·贝茨也有类似的梦想和一艘更好的船，但傑德拒绝了許多次为他尋找寶藏的机会。
傑德的童年好友布莱斯和他的女友阿曼达（他們在前一天晚上才认识）来看他。布莱斯是纽约市的一名律师，他从他辩护的一名客户那里获得了一栋豪华度假屋的使用权。当他們四人一同到潜水海域浮潜时，傑德在海底发现了一些文物，似乎源于一艘沉船。于是他们四人调查并发现了几个其他的文物碎片，原来是传说中的法国海盗船“西风号”的残骸。他们还在海底发现了坠毁的飞机和载有可卡因的货物——布莱斯和阿曼达想要找回这些东西来发大财，但傑德却拒绝了，于是他们把找回来的砖头扔进了海里。
布莱斯和阿曼达需要很多钱来购买打捞宝藏的设备，他们再次潜入海底，试图把回收的可卡因卖给当地夜总会老板普里莫。普里莫原来是毒枭雷耶斯的同伙，可卡因最初属于他。雷耶斯知道后开始威胁傑德、布莱斯和阿曼达，雷耶斯要求他们归还他所有的可卡因，否则将面临致命的后果。当三人告知珊时，她斥责傑德违反了他的原则，竟然去帮助一个毒枭。他试图解释情况，但珊离开了他，并说他们已经结束了。夜幕降临后，傑德、布莱斯和阿曼达潜入海下的飞机残骸处打捞可卡因和更多的宝藏。当他们把可卡因包从飞机残骸上搬运到船上时，阿曼达不幸遭到了一条虎鲨的攻击，并被咬伤了大腿。他们把可卡因扔在了潜水点，急忙把她送到医院，却不治身亡。听到这个悲剧，珊和傑德再次重逢，为阿曼达的死去而哀悼。
珊坚持要报警，并去了她和傑德的一个好朋友的家，一个名叫罗伊的当地警察。罗伊把她交给了贝茨，他知道他是雷耶斯可卡因交易的伙伴。普里莫抓住了傑德，并把他带到了雷耶斯的船上，在那里，他们发现贝茨杀死了雷耶斯和他的所有船员，最终也杀死了普里莫和罗伊（当他试图为珊说话时）。傑德在得知贝茨杀了雷耶斯后设法逃跑，当他和布莱斯试图联系她时，得知珊已经被贝茨给抓走了。
然后，傑德和布莱斯开始在贝茨的船上营救珊，当时正在接近存放有可卡因的飞机残骸。当他们接近飞机残骸时，傑德潜入水中，希望把贝茨和他的手下也诱入水中。在布莱斯的帮助下，傑德利用鲨鱼杀死了飞机上的潜水员，而他们的朋友丹尼在贝茨成功逃脱后帮助珊将船员送到了贝茨的船上。海面下只剩下傑德和贝茨了。在把布莱斯带到安全的地方后，傑德在飞机上与贝茨交战，最终他用一个气罐作为导弹，敲掉了阀门。贝茨躲过了它，但它击中了飞机后部的油箱，引发了一场大爆炸，贝茨因此丧生。珊跳入海中，救出了设法逃脱的傑德。
六周后，三人在傑德的新船上打捞“西风号”。他们在试图把一门旧大炮钓到水面时，绳子断了，大炮又沉入海中，并砸坏了船的一部分。傑德知道珊对他来说比宝藏更重要，准备结束打捞，但不愿放弃的布莱斯再次潜入水中，大喊他发现了大量的黄金，这让他的朋友们兴奋不已。

## 演員
| 角色                       | 演員                          |
| -------------------------- | ----------------------------- |
| 傑德（Jared）              | 保羅·沃克                     |
| 珊（Sam）                  | 潔西卡·艾巴                   |
| 布萊斯（Bryce）            | 斯科特·凯恩                   |
| 阿曼達（Amanda）           | 阿什利·斯科特                 |
| 德里克·贝茨（Derek Bates） | 喬許·布洛林                   |
| 雷耶斯（Reyes）            | 詹姆士·弗萊恩                 |
| 普里莫（Primo）            | 泰森·贝克福德                 |
| 罗伊（Roy）                | 德韦恩·阿德威（Dwayne Adway） |
| 丹尼（Danny）              | 雅翁·弗雷泽（Javon Frazer）   |

## 反响

### 票房
《碧海追踪》上映以來票房惨淡。这部电影的制作成本为5000万美元，但北美票房仅为1800万美元，国际票房为2600万美元，全球票房为4400万美元。

### 評價
爛番茄网站根据125条评论给出了21%的差评。该网站的差評共识是：“即使電影里有晒成古铜色的沙滩美女和美男子的无数镜头，也无法阻止这部電影被注水的故事情節給淹沒”。Metacritic根据28条评论给出了45分（满分为100分）的评价，这表明“好坏参半”。

### 獲獎
潔西卡·艾巴凭借该片获得第26届金酸莓奖最差女演员提名（以及她在《神奇四侠》中的表演），但最终输给了《肮脏的爱》中的珍妮·麥卡錫。

## 續集
这部电影的续集《碧海追踪2：暗礁》于2009年以DVD的形式发行。演员阵容包括克里斯·卡馬克、劳拉·范德沃特、奥德琳娜·帕特里奇和莫西婭·夢露。